# Ualapu'e
Ualapue es un lugar designado por el censo ubicado en el condado de Maui en el estado estadounidense de Hawái. En el año 2010 tenía una población de 425 habitantes.

## Geografía
Ualapue se encuentra ubicado en las coordenadas 21°4′24″N 156°50′3″O / 21.07333, -156.83417.